# 1847 az irodalomban
Az 1847. év az irodalomban.

## Megjelent új művek
- Honoré de Balzac: Kurtizánok tündöklése és nyomorúsága (Splendeurs et misères des courtisanes) negyedik rész. 1847. április-május, La Dernière incarnation de Vautrin címmel. (Az első két rész 1844-ben, a harmadik rész 1846 júliusában jelenik meg.)
- Anne Brontë regénye: Agnes Grey
- Charlotte Brontë regénye: Jane Eyre
- Emily Brontë regénye: Üvöltő szelek (Wuthering Heights)
- Id. Alexandre Dumas: Le Vicomte de Bragelonne ou Dix ans après (Bragelonne vicomte, avagy tíz évvel később). A három testőr-sorozat harmadik, befejező könyvét folytatásokban kezdik közölni, de – a forradalom miatt többször megszakítva – csak 1850-ben fejezik be
- Ivan Alekszandrovics Goncsarov: Hétköznapi történet (Обыкновенная история)
- Alphonse de Lamartine: Histoire des Girondins (A girondiak története)
- William Makepeace Thackeray fő műve: Hiúság vására (Vanity Fair: A Novel without a Hero), 1847–1848, folytatásokban

### Költészet

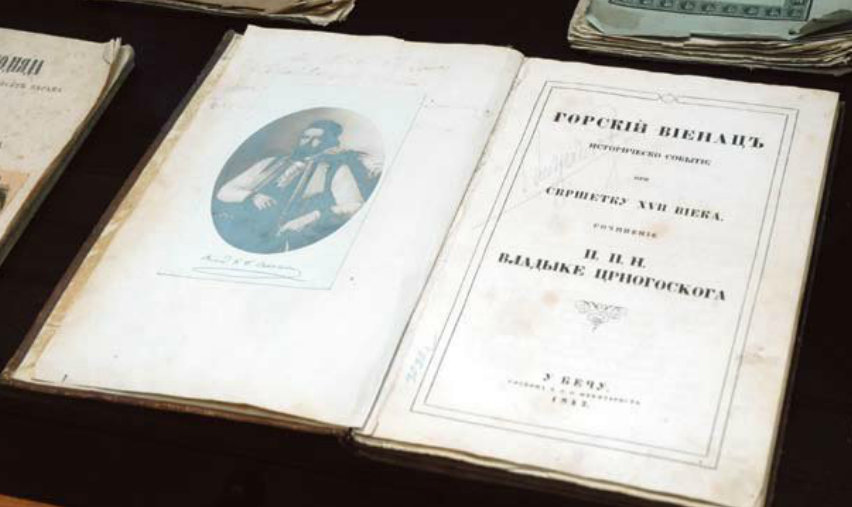
Njegoš poémája (1847)

- Grigore Alexandrescu román költő verseskötete: Suvenire si impresii, epistole si fabule (Emlékek és impressziók…)
- Heinrich Heine elbeszélő költeménye: Atta Troll. Ein Sommernachtstraum (Atta Troll. Nyáréji álom); [szövegének korai változata megjelent 1843-ban]
- Henry Wadsworth Longfellow elbeszélő költeménye: Evangeline
- Petar Petrović-Njegoš (Petar II Petrović-Njegoš) montenegrói fejedelem, költő szerb nyelven írt nagy drámai költeménye: Горски вијенац / Gorski vijenac (Hegyek koszorúja)
- Edgar Allan Poe verse: Ulalume

### Dráma
- Josef Kajetán Tyl cseh író, színműíró mesejátéka: Strakonický dudák (A sztrakonicei dudás)

### Magyar nyelven

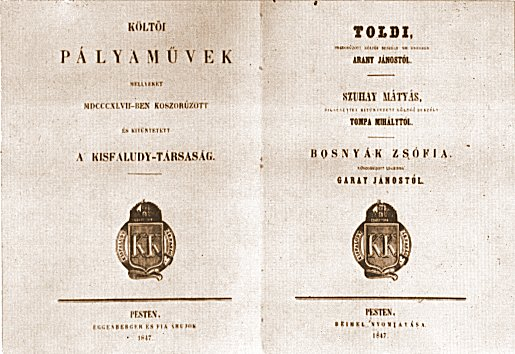
A Toldi és a többi nyertes pályamű (1847)

- Arany János Toldija (1846-ban írta) januárban pályadíjat nyer a Kisfaludy Társaság pályázatán. Ugyanebben az évben, a többi nyertes pályaművel közös kötetben jelenik meg.
- Petőfi Sándor: Petőfi összes költeményei Emich Gusztáv kiadásában Pesten, március 15-én jelenik meg; ez az első nagy Petőfi-kötet.
  - Az év folyamán lapokban megjelent versei többek között: Reszket a bokor, mert…, Beszél a fákkal a bús öszi szél, Egy gondolat bánt engemet, A XIX. század költői, Magyar vagyok, Széphalmon
  - Tigris és hiéna, dráma. Könyv alakban jelenik meg, de nem kerül színre

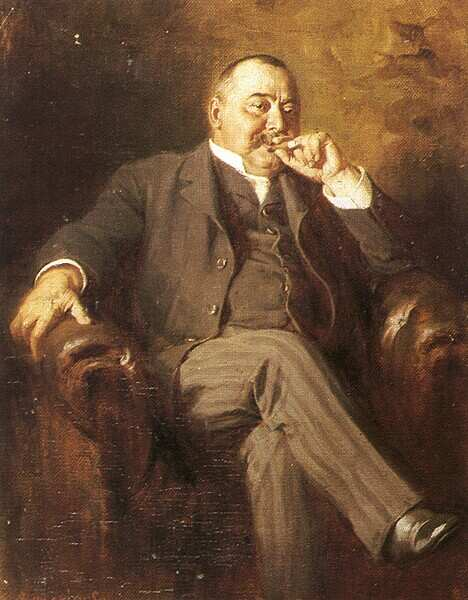
Mikszáth Kálmán

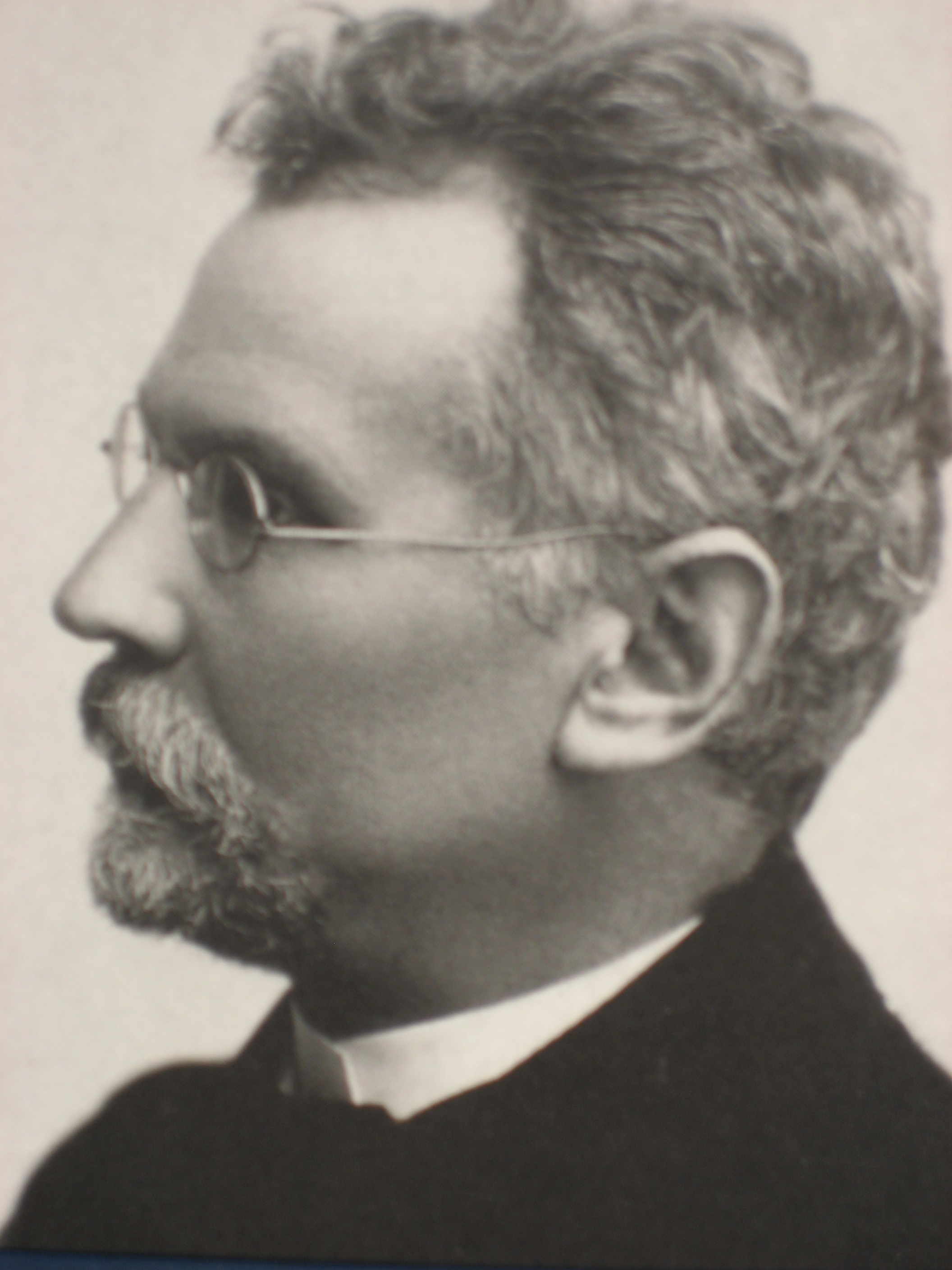
Bolesław Prus

- Eötvös József regénye: Magyarország 1514-ben (három kötet)
- Kemény Zsigmond nyomtatásban megjelent első teljes regénye: Gyulai Pál
- Czakó Zsigmond drámája: Könnyelműek (bemutató)
- Szigligeti Ede: Csikós, népszínmű dalokkal, tánccal. Bemutató: 1847. január, pesti Nemzeti Színház[1]

## Születések
- január 16. – Mikszáth Kálmán író, publicista, lapszerkesztő († 1910)
- április 10. – Joseph Pulitzer magyar születésű amerikai újságíró, lapkiadó; a róla elnevezett amerikai Pulitzer-díj anyagi alapjainak megteremtője († 1911)
- augusztus 20. – Bolesław Prus lengyel író, publicista († 1912)
- október 21. – Giuseppe Giacosa olasz drámaíró, librettista († 1906)
- november 8. – Bram Stoker ír író, a Drakula szerzője († 1912)

## Halálozások
- március 19. – Karel Lodewijk Ledeganck flamand író (* 1805)
- november 12. – Schedius Lajos német-magyar filológus, az esztétika professzora, lapszerkesztő, dramaturg (* 1768)
- december 14. – Czakó Zsigmond magyar drámaíró (* 1820)